# Bombus appositus
Bombus appositus (saknar svenskt namn) är en insekt i överfamiljen bin (Apoidea) och släktet humlor (Bombus) som finns i Nordamerika.

## Utseende
Huvudet är avlångt, med en lång tunga. Huvud och främre delen av mellankroppen är vanligtvis täckt av vitaktig päls, medan bakre delen av mellankroppen är gulaktig. Mitt emellan vingfästena har den ett svart parti. Bakkroppen är gulaktig, utom den nakna, svarta bakkroppsspetsen hos honorna (drottningar och arbetare; hanarna har i stället denna svarthårig). Emellertid finns det avvikande färgformer: Dels sådana där även huvud och hela mellankroppen är gulaktig; dels sådana där huvud och mellankropp är som den första formen, men där bakkroppen (utom bakkroppsspetsen) är orangefärgad.

## Ekologi
Habitatet utgörs av öppna ängar och sluttningar på granitgrund. Bombus appositus är polylektisk, den samlar nektar och pollen från flera olika växtfamiljer, framför allt från korgblommiga växter som tistlar samt ärtväxter som klovedelsläktet och klöversläktet. Andra växterfamiljer är kransblommiga växter som anisisopar, ranunkelväxter som riddarsporrar, gentianaväxter som gentianasläktet och grobladsväxter som penstemoner.
De övervintrande drottningarna kommer fram i början av maj, de första arbetarna i slutet av samma månad, och hanarna i slutet av juni. Kolonin dör ut i början av september, med undantag för de nya drottningarna som går i ide under jorden. Boet är antingen underjordiskt eller placerat på markytan. Det förekommer att det angrips av snylthumlearterna Bombus insularis, och troligen även Bombus flavidus och Bombus suckleyi.
Hanarna är inte patrullerare som hos många humlearter, utan de samlas istället utanför de nykonstruerade bona för att få drottningarnas uppmärksamhet.

## Utbredning
Bombus appositus finns i västra och centrala Nordamerika från British Columbia och södra Alberta i Kanada över till USA och Washington, Montana, Oregon, Idaho, Wyoming, South Dakota, Kalifornien, Nevada, Utah och Colorado till Arizona, New Mexico, Texas och Mississippi..

## Status
Internationella naturvårdsunionen (IUCN) har inte funnit några allvarliga hot mot arten utan listar den som livskraftig (LC).